# Ernando Rodrigues Lopes
Ernando Rodrigues Lopes, genannt Ernando (* 14. Juli 1988 in Formosa), ist ein ehemaliger brasilianischer Fußballspieler. Der Rechtsfuß wurde alternativ in der Innenverteidigung oder als linker Abwehrspieler eingesetzt.

## Karriere
Ernando startete seine Laufbahn in der Jugendmannschaft des Goiás EC. Hier schaffte er auch den Sprung in die erste Mannschaft. Am 36. Spieltag der Série A 2006 in der Série A wurde er am 19. November in der 90. Minute gegen den Botafogo FR eingewechselt. Am letzten Spieltag der Saison durfte er von Beginn an gegen den SC Internacional auflaufen. In der Saison 2007 kam der Spieler zu seinem ersten Einsatz auf internationaler Klubebene. In der Copa Sudamericana 2007 ging es am 17. August gegen Cruzeiro EC. Sein erstes Tor als Profi erzielte Ernando in der Série A 2007 am 30. September gegen Botafogo FR.
2014 wechselte er zum SC Internacional. Für die Saison 2018 wurde Ernando an Sport Recife ausgeliehen. Am Ende der Saison sollte Ernando nicht zu seinem Heimatklub zurückkehren. Seit dem 20. Dezember stand er in Verhandlung mit dem Fortaleza EC. Dieser brach diese am 7. Januar 2019 ab, weil Ernando zeitgleich mit dem EC Bahia über einen Wechsel sprach, ohne dass Fortaleza darüber informiert war. Der Spieler wechselte schlussendlich zu Bahia. Mit dem Klub gewann Ernando 2019 und 2020 die Staatsmeisterschaft von Bahia.
Im März 2021 wechselte Ernando zum CR Vasco da Gama. Sportlich kam der Wechsel einem Abstieg gleich, sollte er in der nationalen Meisterschaft 2021 nicht mehr in der Série A, sondern in der Série B antreten. Für die Saison 2022 schloss sich der Spieler dem Guarani FC an. Im August 2022 wurde der Kontrakt vorzeitig aufgelöst.
Anfang des Jahres 2023 gab Ernando das Ende seiner aktiven Laufbahn bekannt.

## Erfolge
Goiás
- Staatsmeisterschaft von Goiás: 2006, 2009, 2012, 2013
- Campeonato Brasileiro Série B: 2012

Internacional
- Staatsmeisterschaft von Rio Grande do Sul: 2014, 2015
- Recopa Gaúcha: 2016

Bahia
- Staatsmeisterschaft von Bahia: 2019, 2020